# Серраділья
Серраділья (ісп. Serradilla) — муніципалітет в Іспанії, у складі автономної спільноти Естремадура, у провінції Касерес. Населення — 1729 осіб (2010).
Муніципалітет розташований на відстані близько 220 км на захід від Мадрида, 44 км на північний схід від Касереса.
На території муніципалітету розташовані такі населені пункти: (дані про населення за 2010 рік)
- Серраділья: 1714 осіб
- Вільярреаль-де-Сан-Карлос: 15 осіб

## Демографія
Динаміка населення (INE ):

## Галерея зображень

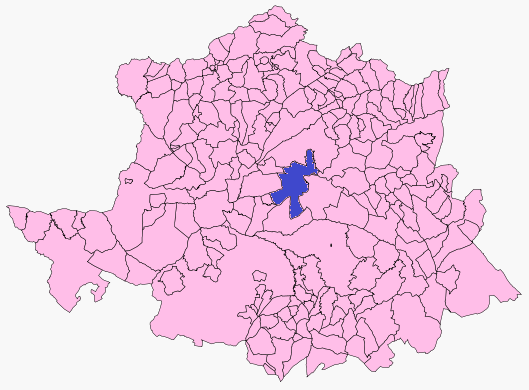
Розташування муніципалітету у провінції Касерес